# 东泓炮台
东泓炮台，位于山东省威海市环翠区刘公岛，为全国重点文物保护单位“刘公岛甲午战争纪念地”之一。现隶属中国甲午战争博物馆。

## 简介
北洋护军在刘公岛共筑6座炮台：东泓炮台、迎门洞炮台、旗顶山炮台、南嘴炮台、黄岛炮台、公所后炮台，有各种口径大炮54门，其中口径200毫米以上大炮13门。东泓炮台是刘公岛火力最强的炮台。
东泓炮台又称东风梢炮台，是刘公岛最东端的炮台，1890年建成，占地面积10000平方米。炮台由地上炮位工事、地下掩体组成。地上炮台设120毫米口径和240毫米口径平射炮各2门，75毫米口径行营炮6门，速射炮4门，合计14门炮。其中240毫米口径炮由德国克虏伯兵工厂制造，炮身长840厘米，炮口最大仰角22度，俯角5度，有效射程6000米，是后膛来复线式炮。炮台火力覆盖刘公岛东部海面以及南北两海口，并与日岛炮台及威海湾南帮炮台形成交叉火力，封锁威海湾南口。
地下掩体开掘山崖筑兵舍20间，每间大约22平方米，共可驻军500人。另设火药库、弹药库。炮台、兵舍、弹药库之间有坑道连通。坑道用花岗岩砌成，石结构，拱券穹顶，宽3.2米，全长430米，最高处4米。
东泓炮台建成后，由总兵张文宣率北洋护军驻守。甲午战争威海卫之战中，该炮台协同日岛炮台、南帮炮台重创多艘日舰，后被南岸日军炮火摧毁而弃守。
1988年东泓炮台作为“刘公岛甲午战争纪念地”之一被公布为全国重点文物保护单位。东泓炮台的地下掩体、兵舍等部分保存至今。中国甲午战争博物馆按原炮1比1的比例复制了一门240毫米口径德国克虏伯炮，安放在原炮位，同时清理修复了地下坑道、兵舍及周边环境。